# 134169 Davidcarte
134169 Davidcarte este o planetă minoră (asteroid) din Inner Main Belt⁠(d). A fost descoperită pe 17 ianuarie 2005 la Catalina Station⁠(d) de Catalina Sky Survey. 
Obiectul prezintă o orbită caracterizată de o semiaxă mare de 2,3633890287563 UAi, o excentricitate de 0,09, o înclinație de 7,4 ° în raport cu ecliptica.